# Дитяча сексуальність
Дитяча сексуальність — аспект сексуального розвитку людини, в першу чергу зачіпає сексуальний розвиток, прагнення і поведінку дітей в процесі тенденцій сексуального розвитку людства, також розглядає проблеми розвитку дитини як індивідуума серед суспільства в плані розвитку сексуальних аспектів його життя і комунікації з оточуючими.

## Два базових погляди
Теорії сексуального розвитку дітей можуть бути поділені за належністю до двох точок зору:
- Та, яка розглядає сексуальність як наслідок біології, і хвилюється про її вивчення в дитячому віці. Відповідно, оскільки першопричиною є людська природа, норми сексуального розвитку не відрізняються для різних країн та культур, і біологічні тенденції в розвитку сексуальності дітей складають схожу для всіх культур модель здорового розвитку дитини. Цей підхід використовується найчастіше в медицині та вивченні дитячого сексуального розвитку.
- Та, яка розглядає сексуальність як наслідок впливу великого суспільства (засобів масової інформації, результатів спілкування з однолітками і т. д.). Прихильники цієї точки зору часто вживають термін норма (культурно відповідна поведінка) і не норма (культурно невідповідне поводження).